# Vtoraja Gruppa A 1965
L'edizione 1965 della Vtoraja Gruppa A fu la 26ª della seconda serie del campionato sovietico di calcio e vide la vittoria finale dell'Ararat.

## Stagione

### Novità
Il campionato fu esteso da 27 a 32 squadre. Le promosse Lokomotiv Mosca, SKA Odessa, Paxtakor e Čornomorec' furono sostituite dalle retrocesse Volga Gor'kij, Qaýrat, Šinnik e Moldova Kishinev oltre che dalle neo promosse Terek Groznyj, Tekstilščik Ivanovo, Rostsel'maš, Politotdel e Lokomotyv Vinnycja.

### Formula
Le trentadue squadre furono divise in due gironi, entrambi costituiti da 16 squadre. In entrambi i gironi le squadre si incontravano in gare di andata e ritorno per un totale 30 incontri per squadra; il sistema prevedeva due punti per la vittoria, uno per il pareggio e zero per la sconfitta.
Nella seconda fase le prime otto classificate di ciascun girone disputavano un torneo promozione con gare di andata e ritorno contro le sole otto formazioni contro cui non avevano ancora giocato nella prima fase; in totale per la classifica valevano 30 incontri per squadra, ovvero i 14 disputati nella prima fase e le 16 gare giocate nella seconda fase. Il sistema prevedeva due punti per la vittoria, uno per il pareggio e zero per la sconfitta. Venivano promosse in Pervaja Gruppa A le prime due classificate del girone promozione.
Le restanti 16 squadre disputavano il girone per le posizioni dalla quindicesima all'ultima con una formula perfettamente analoga a quella del girone promozione; non erano previste retrocessioni.

## Prima fase

### Gruppo 1

#### Squadre partecipanti
| Squadra              | Repubblica    | Città      | Stagione precedente                                                                                      |
| -------------------- | ------------- | ---------- | --- |
| Avangard Charkiv     | RSS Ucraina   | Charkiv    | 1° nel Gruppo 1 di Vtoraja Gruppa A, 6º posto finale                                                     |
| Energetik Dušanbe    | RSS Tagika    | Dušanbe    | 13° nel Gruppo 1 di Vtoraja Gruppa A, 26º posto finale                                                   |
| Lokomotiv Čeljabinsk | RSFS Russa    | Čeljabinsk | 6° nel Gruppo 1 di Vtoraja Gruppa A, 8º posto finale                                                     |
| Lokomotiv Tbilisi    | RSS Georgiana | Tbilisi    | 7° nel Gruppo 2 di Vtoraja Gruppa A, 9º posto finale                                                     |
| Lokomotyv Vinnycja   | RSS Ucraina   | Vinnycja   | 2° nel Girone 2 ucraino di Klass B, 1º posto finale in Ucraina, promosso                                 |
| Metalurh Zaporižžja  | RSS Ucraina   | Zaporižžja | 8° nel Gruppo 2 di Vtoraja Gruppa A, 17º posto finale                                                    |
| Moldova Chișinău     | RSS Moldava   | Kishinev   | 17° in Pervaja Gruppa A, retrocesso                                                                      |
| Shahter Qaraǵandy    | RSS Kazaka    | Qarağandı  | 2° nel Gruppo 2 di Vtoraja Gruppa A, 14º posto finale                                                    |
| Spartak Homel'       | RSS Georgiana | Homel'     | 14° nel Gruppo 2 di Vtoraja Gruppa A, 25º posto finale                                                   |
| Stroitel' Aşgabat    | RSS Turkmena  | Aşgabat    | 12° nel Gruppo 1 di Vtoraja Gruppa A, 21º posto finale                                                   |
| Tekstilščik Ivanovo  | RSFS Russa    | Ivanovo    | 2° nel Girone 1 russo di Klass B, 1º nel girone di semifinale di Groznyj, 3º nel girone finale, promosso |
| Terek Groznyj        | RSFS Russa    | Groznyj    | 2° nel Girone 4 russo di Klass B, 2º nel girone di semifinale di Groznyj, 2º nel girone finale, promosso |
| Traktor Volgograd    | RSFS Russa    | Volgograd  | 9° nel Gruppo 2 di Vtoraja Gruppa A, 16º posto finale                                                    |
| Trud Voronež         | RSFS Russa    | Voronež    | 6° nel Gruppo 2 di Vtoraja Gruppa A, 12º posto finale                                                    |
| Uralmaš              | RSFS Russa    | Sverdlovsk | 11° nel Gruppo 2 di Vtoraja Gruppa A, 20º posto finale                                                   |
| Volga Gor'kij        | RSFS Russa    | Gorkij     | 14° in Pervaja Gruppa A, retrocesso dopo spareggio                                                       |

#### Classifica finale
|       | Pos. | Squadra              | Pt | G  | V  | N  | P  | GF | GS | DR  |
| ----- | ---- | -------------------- | -- | -- | -- | -- | -- | -- | -- | --- |
| 1-16  | 1.   | Tekstilščik Ivanovo  | 39 | 30 | 15 | 9  | 6  | 37 | 25 | +12 |
| 1-16  | 2.   | Uralmaš              | 36 | 30 | 12 | 12 | 6  | 30 | 19 | +11 |
| 1-16  | 3.   | Avangard Charkiv     | 36 | 30 | 14 | 8  | 8  | 37 | 27 | +10 |
| 1-16  | 4.   | Shahter Qaraǵandy    | 33 | 30 | 11 | 11 | 8  | 27 | 25 | +2  |
| 1-16  | 5.   | Moldova Chișinău     | 32 | 30 | 12 | 8  | 10 | 20 | 18 | +2  |
| 1-16  | 6.   | Volga Gor'kij        | 32 | 30 | 11 | 9  | 10 | 39 | 36 | +3  |
| 1-16  | 7.   | Terek Groznyj        | 31 | 30 | 11 | 9  | 10 | 39 | 36 | +3  |
| 1-16  | 8.   | Lokomotiv Čeljabinsk | 30 | 30 | 11 | 8  | 11 | 36 | 37 | -1  |
| 17-32 | 9.   | Lokomotyv Vinnycja   | 29 | 30 | 8  | 13 | 9  | 25 | 23 | +2  |
| 17-32 | 10.  | Trud Voronež         | 29 | 30 | 8  | 13 | 9  | 23 | 21 | +2  |
| 17-32 | 11.  | Traktor Volgograd    | 28 | 30 | 8  | 12 | 10 | 24 | 28 | -4  |
| 17-32 | 12.  | Spartak Homel'       | 27 | 30 | 7  | 13 | 10 | 22 | 30 | -8  |
| 17-32 | 13.  | Energetik Dušanbe    | 25 | 30 | 7  | 11 | 12 | 28 | 32 | -4  |
| 17-32 | 14.  | Metalurh Zaporižžja  | 25 | 30 | 8  | 9  | 13 | 28 | 37 | -9  |
| 17-32 | 15.  | Lokomotiv Tbilisi    | 24 | 30 | 8  | 8  | 14 | 39 | 44 | -5  |
| 17-32 | 16.  | Stroitel' Aşgabat    | 24 | 30 | 8  | 8  | 14 | 29 | 43 | -14 |

#### Verdetti
Ammessa al Girone per i posti 1-16.

      Ammessa al Girone per i posti 17-32.

#### Risultati
|                      | TeI  | Ura  | AvC  | ŞaQ  | MoK  | VoG  | TeG  | LoČ  | LoV  | TrV  | TVo  | SpG  | EnD  | MeZ  | LoT  | StA  |
| -------------------- | ---- | ---- | ---- | ---- | ---- | ---- | ---- | ---- | ---- | ---- | ---- | ---- | ---- | ---- | ---- | ---- |
| Tekstilščik Ivanovo  | –––– | 2-1  | 3-0  | 0-0  | 1-0  | 2-0  | 0-0  | 4-1  | 1-0  | 1-0  | 1-0  | 1-1  | 1-1  | 1-0  | 2-0  | 2-0  |
| Uralmaš              | 3-2  | –––– | 1-1  | 0-0  | 1-0  | 3-0  | 2-0  | 0-1  | 2-0  | 1-0  | 0-0  | 0-0  | 2-0  | 0-0  | 0-0  | 2-0  |
| Avangard Charkiv     | 1-1  | 1-0  | –––– | 2-0  | 0-0  | 2-1  | 2-0  | 2-1  | 1-0  | 0-1  | 3-0  | 2-0  | 0-0  | 1-0  | 2-1  | 3-1  |
| Şaxter Qarağandı     | 0-3  | 1-0  | 1-0  | –––– | 0-1  | 1-1  | 5-1  | 3-0  | 1-0  | 0-0  | 1-3  | 0-0  | 0-0  | 2-0  | 2-1  | 2-0  |
| Moldova Kishinev     | 0-0  | 0-0  | 0-2  | 0-1  | –––– | 0-0  | 1-1  | 1-0  | 1-1  | 1-0  | 2-0  | 1-0  | 1-0  | 1-2  | 1-1  | 2-0  |
| Volga Gor'kij        | 1-0  | 1-2  | 4-1  | 0-2  | 1-0  | –––– | 2-0  | 2-0  | 0-0  | 1-0  | 1-1  | 0-1  | 2-3  | 4-3  | 2-1  | 2-1  |
| Terek Groznyj        | 4-1  | 0-1  | 1-2  | 2-0  | 3-1  | 2-0  | –––– | 2-0  | 3-1  | 1-1  | 3-1  | 1-1  | 1-0  | 1-2  | 2-1  | 2-0  |
| Lokomotiv Čeljabinsk | 0-2  | 2-2  | 1-1  | 0-0  | 0-1  | 0-0  | 2-5  | –––– | 1-1  | 2-0  | 0-0  | 4-1  | 2-0  | 4-1  | 1-0  | 2-0  |
| Lokomotyv Vinnycja   | 1-1  | 1-1  | 0-0  | 1-1  | 1-0  | 0-0  | 1-1  | 0-0  | –––– | 4-1  | 2-0  | 0-0  | 2-0  | 2-0  | 1-0  | 3-0  |
| Trud Voronež         | 0-1  | 2-0  | 1-1  | 0-0  | 0-0  | 0-0  | 1-1  | 1-2  | 0-0  | –––– | 3-0  | 2-0  | 3-1  | 1-0  | 3-1  | 0-0  |
| Traktor Volgograd    | 0-0  | 0-0  | 2-1  | 0-0  | 0-1  | 1-1  | 1-1  | 0-1  | 0-1  | 0-0  | –––– | 1-0  | 4-1  | 0-0  | 3-0  | 1-0  |
| Spartak Gomel        | 1-2  | 0-0  | 0-2  | 3-0  | 1-2  | 1-1  | 1-0  | 0-3  | 1-1  | 1-0  | 1-1  | –––– | 1-0  | 1-0  | 1-1  | 0-0  |
| Energetik Dušanbe    | 2-0  | 0-0  | 0-0  | 3-1  | 0-1  | 2-0  | 4-0  | 3-0  | 1-0  | 0-0  | 1-1  | 2-3  | –––– | 1-1  | 1-1  | 0-0  |
| Metallurh Zaporižžja | 0-0  | 1-0  | 3-2  | 0-1  | 0-1  | 0-0  | 0-0  | 3-2  | 2-0  | 1-1  | 1-2  | 1-1  | 2-0  | –––– | 0-0  | 2-1  |
| Lokomotiv Tbilisi    | 4-0  | 3-4  | 2-1  | 3-1  | 1-0  | 0-2  | 1-1  | 0-2  | 2-0  | 0-1  | 0-2  | 2-1  | 2-2  | 4-1  | –––– | 6-4  |
| Stroitel' Aşgabat    | 4-2  | 1-2  | 2-1  | 1-1  | 1-0  | 0-1  | 1-0  | 2-2  | 2-1  | 1-1  | 2-0  | 0-0  | 1-0  | 3-2  | 1-1  | –––– |

### Gruppo 2

#### Squadre partecipanti
| Squadra           | Repubblica   | Città           | Stagione precedente                                                                                            |
| ----------------- | ------------ | --------------- | --- |
| Alga Frunze       | RSS Kirghisa | Frunze          | 13° nel Gruppo 2 di Vtoraja Gruppa A, 27º posto finale                                                         |
| Ararat            | RSS Armena   | Erevan          | 5° nel Gruppo 2 di Vtoraja Gruppa A, 7º posto finale                                                           |
| Daugava Rīga      | RSS Lettone  | Riga            | 7° nel Gruppo 1 di Vtoraja Gruppa A, 13º posto finale                                                          |
| Dinamo Leningrado | RSFS Russa   | Leningrado      | 11° nel Gruppo 1 di Vtoraja Gruppa A, 18º posto finale                                                         |
| Dünamo Tallinn    | RSS Estone   | Tallinn         | 12° nel Gruppo 2 di Vtoraja Gruppa A, 23º posto finale                                                         |
| Dnepr             | RSS Ucraina  | Dnipropetrovs'k | 10° nel Gruppo 2 di Vtoraja Gruppa A, 22º posto finale                                                         |
| Karpaty           | RSS Ucraina  | Leopoli         | 4° nel Gruppo 2 di Vtoraja Gruppa A, 10º posto finale                                                          |
| Kuban'            | RSFS Russa   | Krasnodar       | 9° nel Gruppo 1 di Vtoraja Gruppa A, 15º posto finale                                                          |
| Politotdel        | RSS Uzbeka   | Tashkent        | 3° nel Girone 5 russo di Klass B, 3º nel girone finale delle repubbliche, ripescato                            |
| Qairat            | RSS Kazaka   | Alma-Ata        | 15° in Pervaja Gruppa A, retrocesso                                                                            |
| Rostsel'maš       | RSFS Russa   | Rostov sul Don  | 1° nel Girone 3 russo di Klass B, 2º nel girone di semifinale di Ordzhonikidze, 1º nel girone finale, promosso |
| Šinnik            | RSFS Russa   | Jaroslavl'      | 16° in Pervaja Gruppa A, retrocesso                                                                            |
| SKA Novosibirsk   | RSFS Russa   | Novosibirsk     | 8° nel Gruppo 1 di Vtoraja Gruppa A, 19º posto finale                                                          |
| Volga Kalinin     | RSFS Russa   | Kalinin         | 10° nel Gruppo 1 di Vtoraja Gruppa A, 24º posto finale                                                         |
| Žalgiris          | RSS Lituana  | Vilnius         | 3° nel Gruppo 1 di Vtoraja Gruppa A, 5º posto finale                                                           |
| Zarja             | RSS Ucraina  | Lugansk         | 4° nel Gruppo 1 di Vtoraja Gruppa A, 11º posto finale                                                          |

#### Classifica finale
|       | Pos. | Squadra           | Pt | G  | V  | N  | P  | GF | GS | DR  |
| ----- | ---- | ----------------- | -- | -- | -- | -- | -- | -- | -- | --- |
| 1-16  | 1.   | Šinnik            | 42 | 30 | 18 | 6  | 6  | 44 | 19 | +25 |
| 1-16  | 2.   | Zarja             | 40 | 30 | 14 | 12 | 4  | 36 | 23 | +13 |
| 1-16  | 3.   | Žalgiris          | 36 | 30 | 15 | 6  | 9  | 47 | 31 | +16 |
| 1-16  | 4.   | Qairat            | 36 | 30 | 14 | 8  | 8  | 32 | 18 | +14 |
| 1-16  | 5.   | Dnepr             | 36 | 30 | 13 | 10 | 7  | 31 | 23 | +8  |
| 1-16  | 6.   | Ararat            | 35 | 30 | 14 | 7  | 9  | 35 | 32 | +3  |
| 1-16  | 7.   | Karpaty           | 33 | 30 | 11 | 11 | 8  | 36 | 22 | +14 |
| 1-16  | 8.   | Daugava Rīga      | 31 | 30 | 11 | 9  | 10 | 37 | 38 | -1  |
| 17-32 | 9.   | Dinamo Leningrado | 29 | 30 | 11 | 7  | 12 | 44 | 38 | +6  |
| 17-32 | 10.  | SKA Novosibirsk   | 29 | 30 | 11 | 7  | 12 | 33 | 34 | -1  |
| 17-32 | 11.  | Alga Frunze       | 28 | 30 | 10 | 8  | 12 | 25 | 30 | -5  |
| 17-32 | 12.  | Kuban'            | 26 | 30 | 8  | 10 | 12 | 22 | 28 | -6  |
| 17-32 | 13.  | Politotdel        | 25 | 30 | 7  | 11 | 12 | 18 | 30 | -12 |
| 17-32 | 14.  | Volga Kalinin     | 22 | 30 | 7  | 8  | 15 | 19 | 34 | -15 |
| 17-32 | 15.  | Rostsel'maš       | 17 | 30 | 6  | 5  | 19 | 20 | 52 | -32 |
| 17-32 | 16.  | Dünamo Tallinn    | 15 | 30 | 3  | 9  | 18 | 20 | 47 | -27 |

#### Verdetti
Ammessa al Girone per i posti 1-16.

      Ammessa al Girone per i posti 17-32.

#### Risultati
|                   | Šin  | Zar  | ŽaV  | Qaý  | Dne  | Ara  | Kar  | DaR  | DiL  | SKN  | AlF  | Kub  | Pol  | VoK  | Ros  | DTa  |
| ----------------- | ---- | ---- | ---- | ---- | ---- | ---- | ---- | ---- | ---- | ---- | ---- | ---- | ---- | ---- | ---- | ---- |
| Šinnik            | –––– | 1-0  | 0-2  | 2-0  | 1-0  | 3-1  | 0-0  | 0-0  | 1-1  | 3-1  | 2-1  | 2-1  | 1-1  | 1-1  | 4-0  | 3-0  |
| Zarja             | 0-0  | –––– | 2-0  | 0-0  | 1-0  | 1-1  | 1-0  | 3-1  | 1-0  | 2-0  | 1-1  | 3-1  | 1-0  | 3-0  | 3-1  | 2-0  |
| Žalgiris Vilnius  | 1-0  | 5-0  | –––– | 2-0  | 1-0  | 1-1  | 1-2  | 5-2  | 4-1  | 3-1  | 0-0  | 2-0  | 2-0  | 2-3  | 1-1  | 3-0  |
| Qaýrat            | 1-0  | 3-0  | 2-1  | –––– | 1-1  | 5-0  | 0-0  | 1-1  | 0-2  | 1-0  | 3-0  | 0-0  | 2-1  | 1-0  | 3-0  | 1-0  |
| Dnepr             | 2-1  | 0-0  | 3-0  | 0-2  | –––– | 0-0  | 3-0  | 1-0  | 4-2  | 1-0  | 1-1  | 1-0  | 0-0  | 1-0  | 1-0  | 1-0  |
| Ararat            | 2-0  | 2-1  | 1-0  | 1-1  | 4-1  | –––– | 1-0  | 2-1  | 3-1  | 4-0  | 2-1  | 0-0  | 1-1  | 0-1  | 3-0  | 1-0  |
| Karpaty           | 1-0  | 0-0  | 0-1  | 1-1  | 0-0  | 2-0  | –––– | 1-1  | 1-0  | 0-2  | 3-1  | 3-0  | 1-1  | 4-1  | 6-0  | 2-0  |
| Daugava Rīga      | 1-4  | 1-1  | 2-2  | 1-0  | 1-2  | 0-1  | 1-1  | –––– | 1-0  | 2-5  | 2-0  | 1-2  | 4-0  | 2-1  | 0-0  | 1-0  |
| Dinamo Leningrado | 0-3  | 0-0  | 2-1  | 0-0  | 1-1  | 3-0  | 2-0  | 2-3  | –––– | 1-1  | 1-2  | 2-1  | 2-0  | 4-1  | 7-2  | 5-2  |
| SKA Novosibirsk   | 0-1  | 2-2  | 1-2  | 0-1  | 2-1  | 3-1  | 1-1  | 0-0  | 2-0  | –––– | 1-0  | 0-0  | 1-0  | 0-0  | 0-1  | 3-1  |
| Alga Frunze       | 1-2  | 1-1  | 0-1  | 2-0  | 0-2  | 2-1  | 2-0  | 0-0  | 1-0  | 2-0  | –––– | 0-0  | 1-0  | 0-1  | 2-1  | 1-1  |
| Kuban'            | 0-3  | 1-1  | 2-0  | 1-0  | 3-0  | 2-0  | 1-1  | 0-1  | 1-0  | 1-2  | 0-1  | –––– | 1-1  | 0-0  | 3-0  | 0-0  |
| Politotdel        | 0-2  | 1-1  | 2-0  | 1-0  | 0-0  | 0-0  | 0-3  | 0-1  | 1-1  | 1-0  | 1-0  | 3-0  | –––– | 0-0  | 1-0  | 0-2  |
| Volga Kalinin     | 0-1  | 0-2  | 0-1  | 0-1  | 0-0  | 2-0  | 0-3  | 1-2  | 0-0  | 0-0  | 2-0  | 1-0  | 0-1  | –––– | 2-1  | 0-1  |
| Rostsel'maš       | 0-1  | 0-1  | 1-1  | 0-2  | 1-1  | 0-1  | 1-0  | 2-1  | 0-1  | 1-3  | 1-2  | 0-1  | 2-0  | 1-0  | –––– | 1-1  |
| Dünamo Tallinn    | 1-2  | 1-2  | 2-2  | 1-0  | 1-3  | 0-1  | 0-0  | 1-3  | 1-3  | 1-2  | 0-0  | 0-0  | 1-1  | 2-2  | 0-2  | –––– |

## Seconda fase

### Girone 1-16

#### Classifica finale
|  | Pos. | Squadra              | Pt | G  | V  | N  | P  | GF | GS | DR  |
|  | ---- | -------------------- | -- | -- | -- | -- | -- | -- | -- | --- |
|  | 1.   | Ararat               | 38 | 30 | 16 | 6  | 8  | 46 | 34 | +12 |
|  | 2.   | Qairat               | 38 | 30 | 13 | 12 | 5  | 37 | 17 | +20 |
|  | 3.   | Avangard Charkiv     | 36 | 30 | 15 | 6  | 9  | 36 | 34 | +2  |
|  | 4.   | Tekstilščik Ivanovo  | 35 | 30 | 13 | 9  | 8  | 40 | 27 | +13 |
|  | 5.   | Šinnik               | 35 | 30 | 14 | 7  | 9  | 36 | 23 | +13 |
|  | 6.   | Uralmaš              | 35 | 30 | 13 | 9  | 8  | 39 | 28 | +11 |
|  | 7.   | Zarja                | 33 | 30 | 12 | 9  | 9  | 33 | 29 | +4  |
|  | 8.   | Dnepr                | 31 | 30 | 11 | 9  | 10 | 28 | 27 | +1  |
|  | 9.   | Karpaty              | 30 | 30 | 10 | 10 | 10 | 29 | 25 | +4  |
|  | 10.  | Žalgiris             | 28 | 30 | 10 | 8  | 12 | 33 | 33 | +0  |
|  | 11.  | Volga Gor'kij        | 28 | 30 | 12 | 4  | 14 | 28 | 39 | -11 |
|  | 12.  | Shahter Qaraǵandy    | 27 | 30 | 9  | 9  | 12 | 25 | 26 | -1  |
|  | 13.  | Terek Groznyj        | 25 | 30 | 10 | 5  | 15 | 33 | 45 | -23 |
|  | 14.  | Moldova Chișinău     | 23 | 30 | 7  | 9  | 14 | 16 | 29 | -13 |
|  | 15.  | Daugava Rīga         | 20 | 30 | 6  | 8  | 16 | 26 | 47 | -21 |
|  | 16.  | Lokomotiv Čeljabinsk | 18 | 30 | 4  | 10 | 16 | 21 | 43 | -22 |

#### Verdetti
- Qaýrat e Ararat' promossi in Pervaja Gruppa A 1966.

#### Risultati
|                      | Ara   | Qaý   | AvC   | TeI   | Šin   | Ura   | Zar   | Dne   | Kar   | ŽaV   | VoG   | ŞaQ   | TeG   | MoK   | DaR   | LoČ   |
| -------------------- | ----- | ----- | ----- | ----- | ----- | ----- | ----- | ----- | ----- | ----- | ----- | ----- | ----- | ----- | ----- | ----- |
| Ararat               | ––––  | [ 2 ] | 4-1   | 1-0   | [ 2 ] | 2-2   | [ 2 ] | [ 2 ] | [ 2 ] | [ 2 ] | 5-0   | 1-1   | 3-1   | 3-0   | [ 2 ] | 0-1   |
| Qaýrat               | [ 2 ] | ––––  | 2-0   | 0-0   | [ 2 ] | 1-2   | [ 2 ] | [ 2 ] | [ 2 ] | [ 2 ] | 2-0   | 2-0   | 2-0   | 0-0   | [ 2 ] | 2-0   |
| Avangard Charkiv     | 4-1   | 0-0   | ––––  | [ 2 ] | 2-1   | [ 2 ] | 0-4   | 1-0   | 1-1   | 1-0   | [ 2 ] | [ 2 ] | [ 2 ] | [ 2 ] | 3-1   | [ 2 ] |
| Tekstilščik Ivanovo  | 0-1   | 0-0   | [ 2 ] | ––––  | 2-0   | [ 2 ] | 0-1   | 0-0   | 2-0   | 1-1   | [ 2 ] | [ 2 ] | [ 2 ] | [ 2 ] | 3-1   | [ 2 ] |
| Šinnik               | [ 2 ] | [ 2 ] | 2-1   | 3-1   | ––––  | 2-0   | [ 2 ] | [ 2 ] | [ 2 ] | [ 2 ] | 1-0   | 1-0   | 3-0   | 2-1   | [ 2 ] | 5-1   |
| Uralmaš              | 1-0   | 1-1   | [ 2 ] | [ 2 ] | 1-2   | ––––  | 3-0   | 1-1   | 2-0   | 1-0   | [ 2 ] | [ 2 ] | [ 2 ] | [ 2 ] | 1-2   | [ 2 ] |
| Zarja                | [ 2 ] | [ 2 ] | 2-0   | 2-2   | [ 2 ] | 2-2   | ––––  | [ 2 ] | [ 2 ] | [ 2 ] | 2-0   | 1-0   | 3-0   | 2-0   | [ 2 ] | 0-0   |
| Dnepr                | [ 2 ] | [ 2 ] | 1-0   | 0-1   | [ 2 ] | 1-1   | [ 2 ] | ––––  | [ 2 ] | [ 2 ] | 3-1   | 0-0   | 2-1   | 1-0   | [ 2 ] | 0-0   |
| Karpaty              | [ 2 ] | [ 2 ] | 1-2   | 4-2   | [ 2 ] | 2-0   | [ 2 ] | [ 2 ] | ––––  | [ 2 ] | 3-0   | 3-0   | 2-0   | 1-0   | [ 2 ] | 1-1   |
| Žalgiris Vilnius     | [ 2 ] | [ 2 ] | 0-1   | 1-3   | [ 2 ] | 1-3   | [ 2 ] | [ 2 ] | [ 2 ] | ––––  | 1-0   | 0-0   | 0-0   | 1-1   | [ 2 ] | 0-2   |
| Volga Gor'kij        | 2-1   | 1-1   | [ 2 ] | [ 2 ] | 1-0   | [ 2 ] | 1-0   | 2-1   | 1-0   | 2-3   | ––––  | [ 2 ] | [ 2 ] | [ 2 ] | 3-1   | [ 2 ] |
| Şaxter Qarağandı     | 0-1   | 3-0   | [ 2 ] | [ 2 ] | 0-0   | [ 2 ] | 1-0   | 2-3   | 0-2   | 1-1   | [ 2 ] | ––––  | [ 2 ] | [ 2 ] | 3-0   | [ 2 ] |
| Terek Groznyj        | 0-2   | 0-4   | [ 2 ] | [ 2 ] | 1-1   | [ 2 ] | 3-1   | 1-0   | 3-1   | 1-0   | [ 2 ] | [ 2 ] | ––––  | [ 2 ] | 1-1   | [ 2 ] |
| Moldova Kishinev     | 4-2   | 0-2   | [ 2 ] | [ 2 ] | 0-0   | [ 2 ] | 2-1   | 0-1   | 1-0   | 1-1   | [ 2 ] | [ 2 ] | [ 2 ] | ––––  | 1-0   | [ 2 ] |
| Daugava Rīga         | [ 2 ] | [ 2 ] | 0-2   | 1-2   | [ 2 ] | 0-2   | [ 2 ] | [ 2 ] | [ 2 ] | [ 2 ] | 0-1   | 1-0   | 1-0   | 2-0   | ––––  | 0-0   |
| Lokomotiv Čeljabinsk | 1-2   | 0-1   | [ 2 ] | [ 2 ] | 1-1   | [ 2 ] | 1-2   | 4-1   | 0-0   | 0-1   | [ 2 ] | [ 2 ] | [ 2 ] | [ 2 ] | 1-2   | ––––  |

#### Spareggio per il titolo
| Groznyj 25 novembre 1965 Spareggio | Ararat | 2 – 1 referto | Qairat |  |

### Girone 17-32

#### Classifica finale
| Pos. | Squadra             | Pt | G  | V  | N  | P  | GF | GS | DR  |
| ---- | ------------------- | -- | -- | -- | -- | -- | -- | -- | --- |
| 17.  | Alga Frunze         | 51 | 46 | 19 | 13 | 14 | 49 | 39 | +10 |
| 18.  | Traktor Volgograd   | 47 | 46 | 14 | 19 | 13 | 45 | 44 | +1  |
| 19.  | SKA Novosibirsk     | 47 | 46 | 16 | 15 | 15 | 51 | 53 | -2  |
| 20.  | Dinamo Leningrado   | 46 | 46 | 16 | 14 | 16 | 69 | 60 | +9  |
| 21.  | Lokomotyv Vinnycja  | 46 | 46 | 13 | 20 | 13 | 41 | 37 | +4  |
| 22.  | Trud Voronež        | 46 | 46 | 12 | 22 | 12 | 41 | 38 | +3  |
| 23.  | Politotdel          | 46 | 46 | 15 | 16 | 15 | 35 | 37 | -2  |
| 24.  | Spartak Homel'      | 45 | 46 | 14 | 17 | 15 | 35 | 42 | -7  |
| 25.  | Kuban'              | 43 | 46 | 14 | 15 | 17 | 38 | 41 | -3  |
| 26.  | Lokomotiv Tbilisi   | 40 | 46 | 14 | 12 | 20 | 60 | 63 | -3  |
| 27.  | Stroitel' Aşgabat   | 39 | 46 | 14 | 11 | 21 | 52 | 64 | -12 |
| 28.  | Metalurh Zaporižžja | 37 | 46 | 11 | 15 | 20 | 44 | 60 | -16 |
| 29.  | Energetik Dušanbe   | 35 | 46 | 10 | 15 | 21 | 39 | 55 | -16 |
| 30.  | Volga Kalinin       | 35 | 46 | 12 | 11 | 23 | 33 | 57 | -24 |
| 31.  | Dünamo Tallinn      | 28 | 46 | 6  | 16 | 24 | 34 | 69 | -35 |
| 32.  | Rostsel'maš         | 27 | 46 | 9  | 9  | 28 | 37 | 76 | -39 |

#### Risultati
|                      | AlF   | TrV   | SKN   | DiL   | LoV   | TrV   | Pol   | SpG   | KuK   | LoT   | StA   | MeZ   | EnD   | VoK   | DTa   | Ros   |
| -------------------- | ----- | ----- | ----- | ----- | ----- | ----- | ----- | ----- | ----- | ----- | ----- | ----- | ----- | ----- | ----- | ----- |
| Alga Frunze          | ––––  | [ 2 ] | [ 2 ] | 1-1   | 0-0   | 2-1   | [ 2 ] | 1-0   | [ 2 ] | 0-0   | 2-0   | 4-0   | 2-0   | [ 2 ] | [ 2 ] | [ 2 ] |
| Traktor Volgograd    | 1-0   | ––––  | 1-1   | 3-0   | [ 2 ] | [ 2 ] | 1-0   | [ 2 ] | 1-1   | [ 2 ] | [ 2 ] | [ 2 ] | [ 2 ] | 3-0   | 2-2   | 3-2   |
| SKA Novosibirsk      | [ 2 ] | 3-1   | ––––  | [ 2 ] | 0-0   | 0-0   | [ 2 ] | 0-0   | [ 2 ] | 1-0   | 0-0   | 3-1   | 2-1   | [ 2 ] | [ 2 ] | [ 2 ] |
| Dinamo Leningrado    | [ 2 ] | 1-2   | [ 2 ] | ––––  | 3-1   | 3-1   | [ 2 ] | 1-1   | [ 2 ] | 3-3   | 5-2   | 1-1   | 1-0   | [ 2 ] | [ 2 ] | [ 2 ] |
| Lokomotyv Vinnycja   | 1-3   | [ 2 ] | 4-0   | 2-2   | ––––  | [ 2 ] | 0-0   | [ 2 ] | 0-2   | [ 2 ] | [ 2 ] | [ 2 ] | [ 2 ] | 3-1   | 2-0   | 0-0   |
| Trud Voronež         | 0-0   | [ 2 ] | 5-1   | 1-1   | [ 2 ] | ––––  | 1-1   | [ 2 ] | 0-0   | [ 2 ] | [ 2 ] | [ 2 ] | [ 2 ] | 1-0   | 1-1   | 2-0   |
| Politotdel           | [ 2 ] | 2-0   | [ 2 ] | [ 2 ] | 1-1   | 1-1   | ––––  | 2-0   | [ 2 ] | 3-0   | 1-0   | 0-0   | 2-0   | [ 2 ] | [ 2 ] | [ 2 ] |
| Spartak Gomel        | 1-0   | [ 2 ] | 1-4   | 1-0   | [ 2 ] | [ 2 ] | 0-1   | ––––  | 1-0   | [ 2 ] | [ 2 ] | [ 2 ] | [ 2 ] | 2-0   | 2-0   | 1-0   |
| Kuban'               | [ 2 ] | 1-1   | [ 2 ] | [ 2 ] | 2-0   | 0-0   | [ 2 ] | 0-0   | ––––  | 0-1   | 0-2   | 3-1   | 2-0   | [ 2 ] | [ 2 ] | [ 2 ] |
| Lokomotiv Tbilisi    | 2-3   | [ 2 ] | 1-1   | 0-1   | [ 2 ] | [ 2 ] | 1-0   | [ 2 ] | 1-2   | ––––  | [ 2 ] | [ 2 ] | [ 2 ] | 3-1   | 5-2   | 2-1   |
| Stroitel' Aşgabat    | 1-3   | [ 2 ] | 1-1   | 2-1   | [ 2 ] | [ 2 ] | 0-1   | [ 2 ] | 4-0   | [ 2 ] | ––––  | [ 2 ] | [ 2 ] | 3-1   | 3-0   | 1-3   |
| Metallurh Zaporižžja | 0-0   | [ 2 ] | 2-0   | 0-0   | [ 2 ] | [ 2 ] | 0-1   | [ 2 ] | 0-3   | [ 2 ] | [ 2 ] | ––––  | [ 2 ] | 3-1   | 3-3   | 4-1   |
| Energetik Dušanbe    | 1-3   | [ 2 ] | 1-1   | 2-2   | [ 2 ] | [ 2 ] | 2-1   | [ 2 ] | 1-0   | [ 2 ] | [ 2 ] | [ 2 ] | ––––  | 0-2   | 0-1   | 0-0   |
| Volga Kalinin        | [ 2 ] | 1-1   | [ 2 ] | [ 2 ] | 0-1   | 0-0   | [ 2 ] | 2-1   | [ 2 ] | 1-0   | 3-2   | 1-0   | 0-0   | ––––  | [ 2 ] | [ 2 ] |
| Dünamo Tallinn       | [ 2 ] | 1-0   | [ 2 ] | [ 2 ] | 0-0   | 0-1   | [ 2 ] | 0-1   | [ 2 ] | 0-0   | 0-0   | 1-1   | 3-1   | [ 2 ] | ––––  | [ 2 ] |
| Rostsel'maš          | [ 2 ] | 0-0   | [ 2 ] | [ 2 ] | 0-1   | 7-3   | [ 2 ] | 1-1   | [ 2 ] | 0-2   | 0-2   | 1-0   | 1-2   | [ 2 ] | [ 2 ] | ––––  |